# Петр В'ячеслав Іванович
Петр В'ячеслав Іванович (Претр, Претра Вацлав) (17 лютого 1848, Опочно, Чехія — 5 квітня 1923, Брно, Чехія) — український і чеський філолог, музичний теоретик, композитор та музичний письменник.

## Життєпис
Дитинство провів в Опочно, де його батько був помічником вчителя міської школи і вчителем музики. Згодом сім'я переїхала в гірське село, куди перевівся його батько на посаду самостійного вчителя в сільській школі. Початкову освіту В'ячеславу надав батько. В 1861 р. В'ячеслав поступив у перший клас класичної гімназії в Рихнов-над-Кнежнов (Rychnov nad Kněžnou). В 1865 році перевівся в 5-й клас Градець-Краловській гімназії, яку закінчив в 1869 р. В 1869—1872 рр. навчався в Празькому університеті, слухаючи лекції з класичної, слов'янської та порівняльної філології, паралельно займаючись теорією та історією музики на теоретичному відділенні (школі органістів) Празької консерваторії. Музикою в Празі займався під керівництвом Ф. З. Скугерського.
У 1873 р. закінчив історико-філологічний факультет Санкт-Петербурзького університету і отримав диплом викладача стародавніх мов.
В 1873 р. був направлений в 1-у Київську гімназію вчителем латини та давньогрецької мови, а з 1874 р. викладав в 2-й Київській гімназії, одночасно виконуючи обов'язки старшого наглядача за спільною учнівською квартирою. В кінці 1879 р. був переведений в Одесу вчителем стародавніх мов 3-ої Одеської гімназії. В 1882 р. отримав ступінь магістра римської словесності на історико-філологічному факультеті Київського університету св. Володимира. В тому ж році призначений інспектором, а згодом і директором Кам'янець-Подільської гімназії, а також начальником Кам'янець-Подільської Маріїнської жіночої гімназії.
У 1885 р. перевівся в Київ на посаду директора Києво-Печерської чоловічої гімназії. Одночасно був призначений приват-доцентом по кафедрі класичної філології. В 1901 році отримав в Санкт-Петербурзькому університеті ступінь доктора грецької філології. В 1904 р. став директором ним же заснованої приватної гімназії В'ячеслава Петра в Києві. В 1908 році через суперечки з тодішнім попечителем Київського навчального округу був звільнений зі служби, проте залишився на посаді приват-доцента університета св. Володимира.
З 1885 Петр активно організовував екскурсії для учнів гімназії. Спочатку це були одноденні подорожі по Дніпру, по навколишнім містам, далі з 1892 — до Криму, Кавказу, Уралу, міст Росії. З часом став проводити закордонні поїздки (Австро-Угорщина, Німеччина, Швейцарія, Італія, Франція, Бельгія, Голандія, Данія, Швеція).
В 1909 р. обраний екстраординарним професором Історико-філологічного інституту кн. Безбородька в Ніжині по кафедрі грецької словесності, а у 1910 р. затверджений в званні ординарного професора по тій же кафедрі. Там він пропрацював до 1917 р.
В 1912 році був помічником-скарбником Флоринського Тимофія в Товаристві допомоги південним слов'янам — разом з педагогом 1-ї київської школи Миколою Глокке та фінансистом Олексієм Цитовичем.
Був нагороджений багатьма орденами Російської імперії (станом на 1912 р.: св. Станіслава ІІ та ІІІ ст., св. Анни ІІ та ІІІ ст., св. Володимира ІІІ та ІV ст.), знаком Червоного Хреста, медаллю в пам'ять царювання імператора Олександра ІІІ та медаллю за працю при 1-му всеросійському переписі 1897 р. В 1901 р. був нагороджений чином дійсного статського радника і в 1902 р. визнаний спадковим дворянином.
В 1918—1920 рр.   був професором Українського інституту в Камянці-Подільському.
1921 року повернувся на батьківщину, де був обраний почесним професором університету Брно.

## Вибрані праці
- «Про Піфагорову гармонію сфер»,
- «Наново відкриті пам'ятники грецької музики»,
- «До питання про латинську орфоепію» — 1891,
- «Елементи античної гармоніки» — 1896,
- «Про мелодичний склад арійської пісні» — 1897,
- «Про склади, строї та лади в дивньогрецькій музиці» — 1901,
- «Мова та спів. Лінгвістично-музичне дослідження» — 1906.

З його композицій є відомими декілька хорів з акомпанементом оркестру.